# アルベリコ・ダ・バルビアーノ

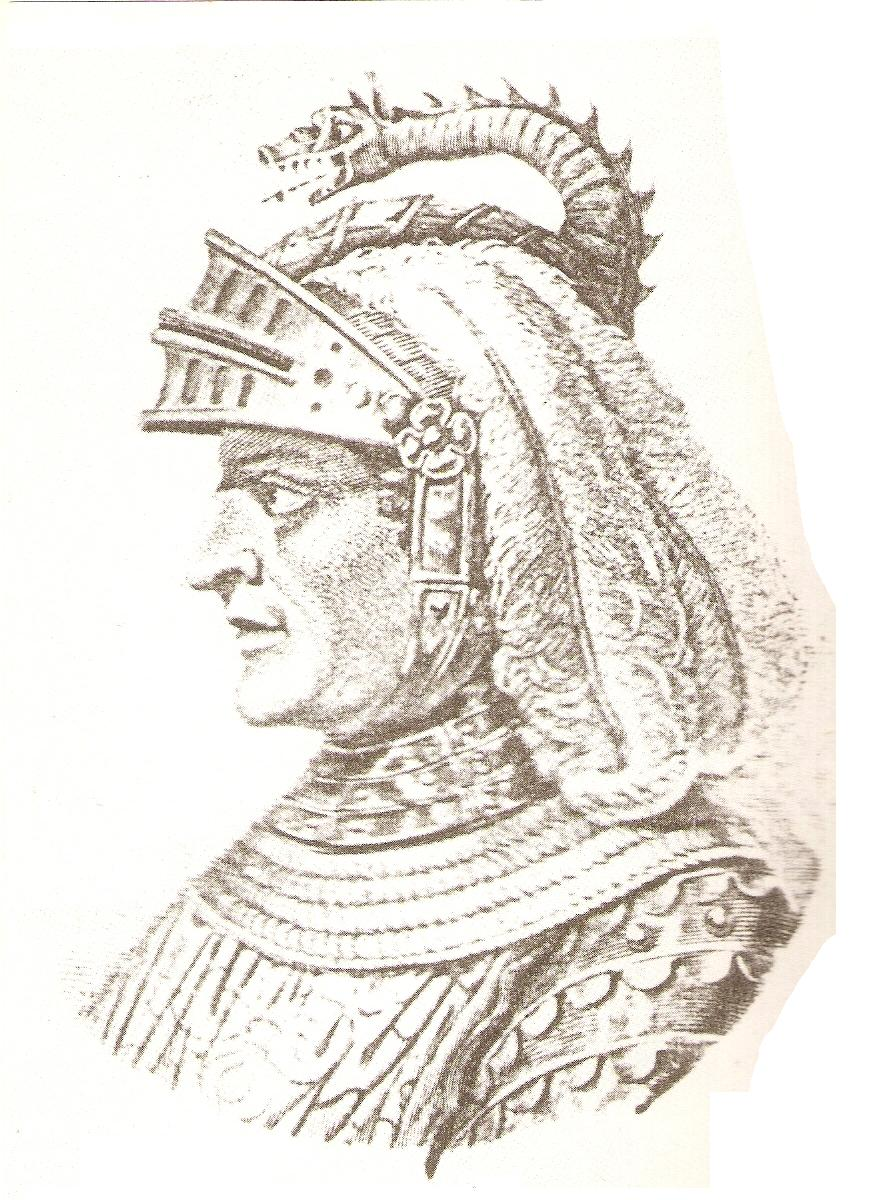
アルベリコ・ダ・バルビアーノ

アルベリコ・ダ・バルビアーノ (1344年 - 1409年) は、最初のイタリア人コンドッティエーレ(傭兵隊長)である。イングランド出身の傭兵隊長ジョン・ホークウッドのもとで学んだのち、「サン・ジョルジョ軍団」を設立した。

## 生涯
アルベリコはAldisioの息子として現在のエミリア・ロマーニャ州西部のバルビアーノ・ディ・コティニョーラに生まれた。バルビアーノ家は古くから続くロマーニャ地方の貴族の家門であり、カロリング朝時代から続くと称していた。その一族は代々バルビアーノやCunio、ルーゴを支配し、ラヴェンナやフォルリ、カッラーラの領主たちの親族であると主張していた。アルベリコはラヴェンナのベアトリーチェ・ダ・ポレンタと結婚し、マンフレードとルドヴィーコの二人の息子を儲けている。
アルベリコはイングランド人傭兵隊長ジョン・ホークウッドの部隊で最初の軍事経験を積んだ。1370年代にホークウッドが悪名高いファエンツァでの虐殺や「チェゼーナの血浴」に参加すると、彼はこれらの行き過ぎた行為に憤りを覚えて外国人の傭兵隊を離れ、イタリア人傭兵だけで構成される部隊を結成することを決意したとされる。
彼が設立したCompagnia di San Giorgio(サン・ジョルジョ軍団)は騎兵の甲冑と戦術を大きく改良し、訓練にも力を入れて当時の傭兵隊のスタイルを刷新した。ファチノ・カーネ、ヤコポ・ダル・ヴェルメ、ブラッチョ・ダ・モントーネ、ムツィオ・アッテンドロなどの著名なコンドッティエーリはこの部隊で軍歴を始めたことで知られる。設立当初200人だった軍団はすぐに4,000人にまで膨れ上がり、それまでの主流であった外国人傭兵隊の急速な衰退を促した。
彼の部隊は1378年にミラノのベルナボ・ヴィスコンティと最初の契約を結び、デッラ・スカラ家やカッラーラ家と戦った。翌年には教皇ウルバヌス6世に依頼され、「チェゼーナの虐殺者」と呼ばれる対立教皇クレメンス7世と戦った。1379年6月29日、後者のブルトン人の軍隊はローマ近郊で5時間に及ぶ戦闘の末に粉砕された。
アルベリコはその後、ナポリ女王ジョヴァンナ1世及びその夫のオットー・フォン・ブラウンシュヴァイクと、ウルバヌス6世の支援を受けるカルロ・ディ・ドゥラッツォとの間で行われたナポリ王位をめぐる戦争に巻き込まれた。1381年6月18日、アルベリコはオットーを破り、さらにジョヴァンナ1世をナポリのカステル・ヌオーヴォに包囲した。女王が捕らえられてアブルッツォに収監されると、新王カルロ3世は彼をgran conestabileに任命した。続いてジョヴァンナ1世の相続人であるルイ1世・ダンジューが4万人の軍勢を率いてイタリアに到着すると、アルベリコはこれと対峙してフォルリとチェゼーナを守ることに成功したが、ルイ1世はカンポバッソでカルロ3世を破ってナポリ王位を宣言した。
まもなくルイ1世が亡くなると、ウルバヌス6世は反カルロ陣営へ鞍替えし、ノチェーラを包囲するアルベリコを教会の敵と宣言した。1386年2月24日にカルロ3世が暗殺されると、アルベリコはカルロの息子であるラディズラーオへの忠誠を表明した。即位したラディズラーオは、まずフランスからのルイ2世・ダンジューの侵攻に直面しなければならなかった。1392年にアルベリコはアスコリ・ピチェーノで初めて敗北し捕虜となった。
ジャン・ガレアッツォ・ヴィスコンティは3,000フローリンを支払って彼を解放したため、アルベリコはフィレンツェ、ボローニャ、マントヴァとの戦争にあたることになった。この戦争で彼の弟であるジョヴァンニは、敵のコンドッティエーレであるアストーレ1世・マンフレディに捕らえられ斬首された。
弟の復讐に燃えるアルベリコは1397年の一連の戦闘に勝利し、マントヴァの包囲戦に臨もうとしたものの、ヴィスコンティ家とフランチェスコ1世・ゴンザーガの間で和平が成立したため進軍を止めなければならなかった。
1402年6月26日、アルベリコはボローニャ・フィレンツェ連合軍をカザレッキオの戦いで破り、ミラノによるボローニャ征服を助けた。翌年彼はミラノを去り、再びナポリのラディズラーオに仕えた。
1409年の春、主君に会うためにチッタ・デッラ・ピエーヴェへ向かう道中でアルベリコは亡くなった。

## 子孫
彼の息子のルドヴィーコは1411年からルーゴ伯の地位にあった。その息子のアルベリコ2世は1431年に町から追放されてロンバルディアに移り、彼の後継者たちはベルジョイオーゾの封建領主となった。
1566年には、バルビアーノ＝ベルジョイオーゾ家はグランデの地位を授かっている。

## 軽巡洋艦アルベリコ・ダ・バルビアーノ
1930年、イタリア海軍は「コンドッティエリ型軽巡洋艦」に属する「アルベリコ・ダ・バルビアーノ」を進水させた。